# Trois hommes sur le green
Trois hommes sur le green (The Secret Lives of Men) est une sitcom américaine en treize épisodes de 22 minutes créée par Susan Harris dont seulement sept épisodes ont été diffusées du 30 septembre au 11 novembre 1998 sur le réseau ABC.
En France, la série fut diffusée à partir du 10 mai 1999 sur Jimmy. Rediffusion dans Saturday night comédies sur France 2.

## Distribution
- Peter Gallagher (VF : Marc Bretonnière) : Michael
- Bradley Whitford (VF : Michel Dodane) : Phil
- Mitch Rouse (en) (VF : Francois Leccia) : Andy
- Christine Dunford (en) (VF : Déborah Perret) : Kate
- Debrah Farentino (VF : Victoire Theismann) : Jane
- Sofia Milos (VF : Sylvie Ferrari) : Maria
- Nadia Dajani (VF : Ninou Fratellini) : Brenda

- Version française
  - Société de doublage : Studio SOFI[1]
  - Direction artistique : Marc Bretonnière et Michel Dodane[1]

Sources VF : Doublage Séries Database

## Épisodes
1. Mon pire ami (Pilot)
2. Phil a un problème (Phil's Problem)
3. Sexe, mensonges et vidéo (Sex, Lies and Videotape)
4. La dame était mariée (Dating is Hell)
5. Femmes fatales (The Long Goodbye)
6. Docteur, j'ai une boule sous le bras (The Lump)
7. Dance avec les cloches (Dancing in the Dark)
8. Comme un éléphant dans un salon (An Elephant in the Living Room)
9. Le Jeu des devinettes (Guessing Games)
10. Comme dans la mafia (Mafia Bossy)
11. Un jour sans (T Day)
12. Une mère indigne (A Member of the Wedding)
13. Nom d'un oiseau (The Bird)